# Tropopausa

Strati dell'atmosfera

La tropopausa è lo strato di atmosfera che separa la troposfera (la parte soggetta ai fenomeni meteorologici) dalla stratosfera (strato stabile). Lo spessore è variabile e condizionato dalla latitudine e dalle stagioni, mentre la temperatura è stabile al valore medio di circa −57 °C, ma è più alta ai poli rispetto all'equatore; tale temperatura rimarrà costante nella stratosfera sino ad un'altitudine di circa 20 km dove poi inizierà a salire, e lo stesso succederà scendendo nella troposfera fino al livello del mare. Appena al di sotto della tropopausa inizia il fenomeno delle correnti a getto (in inglese jet stream): correnti aeree ad alta velocità (200-300 km/h).

## Descrizione

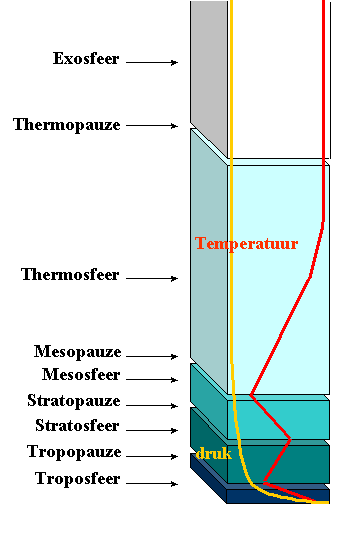
Dove si trova la tropopausa

Dal punto di vista altimetrico, la tropopausa si estende generalmente da circa 8 a 17 chilometri sopra la superficie terrestre, variando in base alla latitudine, alla stagione e alle condizioni atmosferiche locali. La sua ubicazione è influenzata da vari fattori, tra cui la temperatura e la composizione chimica dell'atmosfera. A differenza della troposfera sottostante, dove la temperatura tende a diminuire con l'altitudine, nella tropopausa si osserva un cambiamento di tendenza: la temperatura smette di diminuire e inizia a mantenersi costante o addirittura a aumentare con l'altitudine.
Uno degli aspetti più significativi della tropopausa è il suo ruolo cruciale nel modellare il comportamento delle correnti aeree e dei flussi atmosferici. La transizione termica che caratterizza questa regione funge da barriera, limitando la verticale miscelazione tra la troposfera e la stratosfera. Questo confine termico agisce come una sorta di "cappuccio" che influisce sullo sviluppo delle nubi e dei fenomeni meteorologici, contribuendo in modo sostanziale alla dinamica atmosferica.
Inoltre, la tropopausa è di notevole interesse per gli studiosi dell'atmosfera e della climatologia in quanto svolge un ruolo cruciale nel controllo della distribuzione verticale delle sostanze chimiche atmosferiche. Alcuni gas, come l'ozono, raggiungono concentrazioni significative proprio in questa regione, influenzando direttamente il comportamento chimico e fisico dell'atmosfera terrestre.

## Fenomeni naturali
La tropopausa è notoriamente associata a cambiamenti significativi nelle proprietà fisiche dell'atmosfera. Si osserva una marcata inversione termica, con la temperatura che, in genere, smette di diminuire con l'aumentare dell'altitudine, come tipico nella troposfera. Questo comporta una stabilizzazione termica che rappresenta una barriera alla convezione verticale, influenzando la formazione e lo sviluppo di nubi convettive.

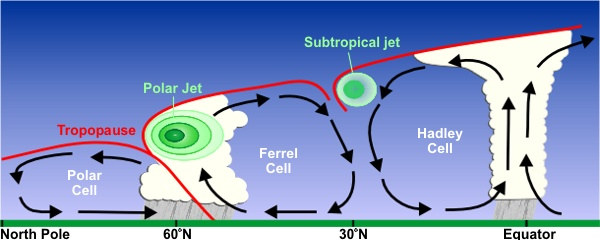
Eventi della tropopausa

Un'altra caratteristica distintiva della tropopausa è la presenza di un gradiente di temperatura molto debole o addirittura orizzontale, causando una significativa variazione nella distribuzione della temperatura orizzontale. Ciò può influenzare il movimento dell'aria attraverso il fenomeno noto come "shear del vento", che può a sua volta incidere sulla formazione di sistemi meteorologici.
Dal punto di vista chimico, la tropopausa gioca un ruolo fondamentale nella composizione atmosferica. Qui, avvengono importanti reazioni chimiche, come la decomposizione di gas a livello molecolare, contribuendo alla creazione di specie chimiche quali ozono. L'ozono troposferico, ad esempio, viene generato in questa regione attraverso reazioni complesse tra ossigeno molecolare e sostanze chimiche provenienti da varie fonti, inclusi gli inquinanti atmosferici.
Inoltre, la tropopausa è anche un luogo di transizione per il moto ondoso atmosferico. Le onde atmosferiche, sia orografiche che di gravità, possono essere modificate o addirittura dissipate in questa regione, influenzando il trasporto di calore e umidità attraverso l'atmosfera.